# Komandosi z Nawarony
Komandosi z Nawarony (ang. Force 10 From Navarone) – powieść szkockiego pisarza  Alistaira MacLeana, napisana w 1968. Powieść jest kontynuacją słynnej książki Działa Nawarony.

## Treść
Po zniszczeniu niemieckich dział na greckiej wyspie Nawarona kapitan Keith Mallory oraz kapral Dusty Miller liczą na zasłużony urlop. Zamiast tego otrzymują jednak z dowództwa nowe zadanie. Mają udać się do Jugosławii i nawiązać kontakt z partyzantami Tito. Celem ich misji jest zniszczenie wielkiej tamy na rzece Neretwa i zatopienie dwóch dywizji pancernych niemieckiego generała Zimmermana. Wraz z nimi wyrusza grecki pułkownik Andrea Stavros ich znajomy z poprzedniej misji oraz trzech innych komandosów, których wcześniej nie znali. Jednak już na początku misji prześladuje ich pech, kiedy, zamiast wylądować wśród partyzantów,  trafiają w ręce współpracujących z Niemcami czetników.